# それいけ!アンパンマン ドロリンとバケ〜るカーニバル
『それいけ!アンパンマン ドロリンとバケ〜るカーニバル』は、2022年6月24日公開の日本のアニメ映画。『それいけ!アンパンマン』映画シリーズ通算第33作。

## 概要
オバケたちの街「オバケタウン」を舞台に、変身が苦手なオバケのドロリンとアンパンマンたちの大冒険を描く。
ゲスト声優として、女優の北川景子と、お笑いトリオのジャングルポケット（斉藤慎二・おたけ・太田博久）とベテラン声優・岡本幸輔が出演する。またお笑いコンビ・トレンディエンジェルが声優初挑戦として出演する。北川はドロリン役を、斉藤はオバケタウンの町長役を、おたけと太田は側近役をそれぞれ演じる。ジャングルポケットの配役については出演が発表された時点では未確定だったが、後にアンパンマン映画では異例の試みとして開催されたオーディションにより正式に決定した。またお笑いトリオ・ジャングルポケットの斉藤慎二が2024年10月7日に契約解除されたため斉藤慎二が演じる町長は初登場だっため斉藤慎二は本作のゲスト声優は最後となった。その後、北川の夫でミュージシャンのDAIGOの出演も発表された。
定番となっている、敵の能力で何かに変身させられてしまう展開が本作にはなかった。『よみがえれ バナナ島』（2012年公開）や『とばせ! 希望のハンカチ』（2013年公開）のように、一部のキャラクターが氷漬け、石化となり、残った行動できる主要キャラクターが見どころとなった。
また、以前映画に登場したことのあるキャラクターも見られる（魔女先生、夢猫、グリンガ、ちびごん、ドロンコ魔王など多数）。
今作から、『それいけ!アンパンマン』映画シリーズ初となるBlu-rayで発売された作品でもある。

## あらすじ
アンパンマンたちの下へ一通の手紙が届く。それは、オバケたちが住む街「オバケタウン」で開催される楽しく華やかな祭り「バケールカーニバル」の招待状だった。
変身が得意なオバケたちが様々なものに変身し人々を笑顔にするバケールカーニバル。しかし、変身が苦手なオバケの男の子・ドロリンは心から祭りを楽しむことができず孤立してしまう。クリームパンダと出会ったドロリンは、衝突を繰り返しながらも少しずつ絆を深め合っていく。
ある時彼らは世界一の変身パワーを秘めた「まっくろマント」を探しに「おぞましの森」へ向かう。ところが、マントの力でカーニバルを台無しにしようとばいきんまんが大暴れする。
アンパンマンやドロリンたちは、ばいきんまんからオバケタウンを守ることができるのか。

## 登場キャラクター（キャスト）
詳細はアンパンマンの登場人物一覧を参照。

### レギュラーキャラクター
アンパンマン
声 - 戸田恵子
終盤では、顔が欠けていることと、マントの石化により劣勢になる。ドロリンに自分が幼い頃の話をして元気づける。
ばいきんまん
声 - 中尾隆聖
バケールカーニバルでは、「バイ吉」に変装して招待客として参加。正体を現した際には、「まっくろマント」の力でまっくろ魔王や氷の女王などに変身し、大暴れした。最後はアンパンマンやドロリンの活躍で敗北し、その後エンディングでドロリンからポップコーンをもらって食べていた。
ホラーマン
声 - 矢尾一樹
本作のメインキャラクターの一人。これまでの劇場版ではばいきんまんたちと悪事を働いていたが、本作ではTVシリーズ同様アンパンマンたちと友好的になっている。本作ではクリームパンダと共にドロリンを励ましたり、骨ブーメランで新しい顔を届けるなど活躍も見せている。
自身のキャラクターソング『ホラーマンメチャクチャチャ』を作中で歌う（1番のみ歌われる。3番は"オバケの国のアイドルさ"という歌詞があるが、オバケタウンと彼の関係は不明）。バイ吉（ばいきんまん）と同行する。
クリームパンダ
声 - 長沢美樹
本作のメインキャラクターの一人。ドロリンと同行する場面がある。
ジャムおじさん
声 - 山寺宏一
オバケタウンのオバケたちが怖くないことを知っていた。
バタコさん
声 - 佐久間レイ
アンパンマンの新しい顔とマントを投げ渡した。
めいけんチーズ
声 - 山寺宏一
序盤の参加型パートで、リーゼント姿で歌おうとするも、ばいきんまんの乱入により、歌われず。
ドキンちゃん
声 - 冨永みーな
「ドキ子」に変装して、カーニバルへ参加。終始しょくぱんまんの味方をし、悪事には加担しなかった。バイキン氷の女王に氷漬けにされる。
カレーパンマン
声 - 柳沢三千代
バイキン化石の魔王により、しょくぱんまんとメロンパンナと同時に石化。
しょくぱんまん
声 - 島本須美
メロンパンナ
声 - かないみか
コキンちゃん
声 - 平野綾
序盤の参加型パートのみ参加。ばいきんまんが悪事を働くが、彼女は加担しなかった。
ちびぞうくん
声 - 坂本千夏
バケールカーニバルでは、招待客として参加。ゴーカートに乗った。
カバ夫
声 - 山寺宏一
バケールカーニバルでは、招待客として参加。ピョン吉、ウサコ、クリームパンダと共にジェットコースターに乗った。
ピョン吉
声 - 原えりこ
バケールカーニバルでは、招待客として参加。
ウサ子
声 - 中村ひろみ
バケールカーニバルでは、招待客として参加。
テレビシリーズ登場時から演じてきた中村ひろみが前年の2021年を最後に降板したため、彼女が映画シリーズに出演する作品としては本作が最後の出演となった。次回作『ロボリィとぽかぽかプレゼント』からはセリフ無しで登場するか未登場となる。
みみせんせい
声 - 滝沢ロコ
ネコ美
声 - 宮本侑芽
クマ太
声 - 鈴木琢磨
あかちゃんアンパンマン（回想）

### ゲストキャラクター
ドロリン
声 - 北川景子
オバケタウンに住む変身が苦手なオバケの少年で責任者であるオバケたちのリーダーの1人である男の子。一人称は「オイラ」。変身が苦手であるため、バケールカーニバルを楽しめずにいたところ、迷子になっていたクリームパンダと出会う。まっくろマントを利用して上手に変身できるオバケになろうとしていたが、アンパンマンやクリームパンダ、ホラーマンたちに励まされたことでまっくろマント無しで変身を克服した。
オバケタウンの町長
声 - 斉藤慎二（ジャングルポケット）
オバケタウンに暮らすリーダー真ん中に立っていることが多い。3人の中でいちばん身体が大きい。驚かすには、相手を楽しませることが大切だと考えている（側近やオバケタウンのみんなも同様）。
側近A
声 - おたけ（ジャングルポケット）
オバケタウンに暮らす町長の部下の1人向かって左側に立っていることが多い。3人の中でいちばん背が高く、メガネをかけている。
側近B
声 - 太田博久（ジャングルポケット）
オバケタウンに暮らす町長の部下の1人向かって右側に立っていることが多い。
変身が大好きなオバケタウンの3人組。「バケールカーニバル」を盛り上げる。
まっくろ魔王
声 - DAIGO
何にでも変身できる「まっくろマント」を身に纏った悪いオバケ。かつてオバケタウンを襲撃したが、現在ではマントのみが残っていて、封印されている。
おばけねこ
猫に魚と羽をくっつけたようなお化け。オバケナマズに飲み込まれていたが、吐き出される。
オバケナマズ
クリームパンダとドロリンを飲み込むも、彼らに体内で暴れられたことで吐き出す。
オバケ大木
ドロリンを溶岩に落とそうとするもアンパンマンに撃退される。
こどもオバケ
声 - 岡本幸輔
ドロリンと仲良しお化けの子供たち。ドロリンをからかっていたものの、終盤でドロリンの無事を心配するなど根っからの悪ガキではない。
オバケコウモリ
声 - 大川陽子
コウモリの大群。数匹が合体することで巨大化し、口から超音波を吐いて攻撃する。アンパンマンたちを襲うも、メロンパンナのメロメロパンチでメロメロにされた後、トリプルパンチを食らい撃退される。
オバケ
声 - 三石琴乃
グリンガ（玩具）
『ハピーの大冒険』（2005年公開）に登場した悪役の芋虫。本作はドロリンがイタズラで使ったおもちゃとして登場。

### ドロリンとオバケたちの変身姿
ちびごん
『とべ! とべ! ちびごん』（1991年公開）に登場した小さいドラゴン。本作はドロリンが変身した大きいサイズで登場。
かなづち
気球
ボート
楽器
ライオン
鳥
ペガサス
船長
サニー姫
『人魚姫のなみだ』（2000年公開）に登場した人魚姫。本作はオバケたちの変身のみ登場。

### ばいきんまんの変身姿
バイキン氷の女王
「まっくろマント」の力で氷の女王に変身したばいきんまん。口から氷の息を吐く。氷の息を浴びせられた一部のオバケや一部のお祭り参加者（ドキンちゃん含む）は、氷漬けになった。
バイキンすなおとこ
「まっくろマント」の力ですなおとこに変身したばいきんまん。身体が砂でできているため、最初は正々堂々と戦わず避けてばかりいたものの、カレーパンマンが「卑怯だぞ」、しょくぱんまんが「正々堂々と戦いなさい」と言ったため、「あ、そう。じゃあ遠慮なく」と砂笛で砂嵐を起こして攻撃する。アンパンマンを飛ばした。
バイキン化石の魔王
「まっくろマント」の力で化石の魔王に変身したばいきんまん。化石の息を吐く。息を浴びせられたカレーパンマン、しょくぱんまん、メロンパンナは石と化した。アンパンマンのマントも石化にて飛行を封じた。
バイキンどろんこ魔王
「まっくろマント」の力でドロンコ魔王に変身したばいきんまん。ホラーマンは、テレビアニメ『アンパンマンとどろんこ魔王』でどろんこ魔王と共演したため、ばいきんまんが変身した際に「今度はどろんこ魔王なんですね」と言った。泥の特殊攻撃ではなく、『キラキラ星の涙』（1989年公開）に登場したように、触手でアンパンマンたちを弾き飛ばそうとした。
バイキンまっくろ魔王
「まっくろマント」の力でまっくろ魔王に変身したばいきんまん。黒い光線（当たると黒く変色し形が歪む）で元気百倍のアンパンマンを倒そうとするも、まっくろマントを、掃除機に変身したオバケたちに吸い込まれそうになり姿勢が崩れる。その隙にアンパンチを喰らい、ばいきんまんは元の姿となって吹っ飛ばされた。

### その他の登場キャラクター
シドロ&モドロ
声 - ドリーミング
序盤のみ登場。
やなせうさぎ（複数）
ヒヤリのゆうれい（回想）
魔女先生
『リリカル☆マジカルまほうの学校』（1994年公開）に登場した魔女。まっくろ魔王を倒す回想シーンのみに登場する。
街の人（サマーコンサートの観客）

## 用語
オバケタウン
バケールカーニバル
おぞましの森

### 乗り物と道具
アンパンマン号
しょくぱんまん号
ドキンUFO
サーフボード
まっくろマント

### バイキンメカ
バイキンUFO
バイコング3号
オープニングのサマーコンサートのみ登場。

## アンパンマン顔交換
あり
顔が欠けた。

## スタッフ
- 原作 - やなせたかし（フレーベル館刊）
- 制作 - 沢桂一、藤本鈴子、竹崎忠、中野正之、越尾正子、鈴江秀樹、太田和宏
- プロデューサー - 岩崎和義、高橋雄一、伊藤卓哉
- 脚本 - 葛原秀治
- 主題歌 - やなせたかし、三木たかし
- 音楽 - いずみたく、近藤浩章
- キャラクターデザイン・作画監督 - 前田実
- 美術監修 - 石垣努
- 美術監督 - 光元博行
- 色彩設計 - 原田幸子
- 撮影監督 - 佐々木明美
- 編集 - 小宅貴史
- 音響監督 - 山田知明
- 音楽監督 - 鈴木清司
- 音響効果 - 糸川幸良
- 演出 - 川越淳
- 文芸担当 - 上田菜穂子
- アニメーションプロデューサー - 竹元将泰
- 監督 - 矢野博之
- 原画 - 清水健一、星名靖男、和田佳純、中村沙由貴、遠藤栄一、山内貴美子、他
- デジタルコンポジット - トムス・フォト（T.D.F.） 竹花祐介、西山裕子、押見綾
- HD編集 - トムス・フォト（T.D.B.） 倉田しおり、小須田一樹
- 制作デスク - 小槌裕子、田村有里
- 配給 - 東京テアトル
- 制作 - アンパンマン制作委員会2022（日本テレビ放送網、バップ、フレーベル館、トムス・エンタテインメント、やなせスタジオ、日本テレビ音楽、東京テアトル）

## 楽曲
オープニング・挿入歌『アンパンマンのマーチ』
オープニングでは通常通り2番、終盤のバイキンまっくろ魔王戦では1番と3番が使用された。
エンディング『勇気りんりん』
作詞：やなせたかし、作曲：三木たかし、編曲：大谷和夫、歌：ドリーミング
挿入歌
『おばけなんてないさ』
作詞：槇みのり、作曲：峯陽、編曲：神林早人
歌：ドリーミング
『アンパンマンたいそう～サマーコンサートバージョン～』
作詞：やなせたかし / 魚住勉、作曲：馬飼野康二、編曲：近藤浩章
歌：ドリーミング
『あおいなみだ コキンのうた～サマーコンサートバージョン～』
作詞：やなせたかし、作曲：MICHEL KAMA / チープ広石、編曲：近藤浩章
歌：平野綾
『ホラーマンメチャクチャチャ2018』
作詞：やなせたかし / 作曲：いずみたく、近藤浩章 / 編曲：近藤浩章
歌：矢尾一樹